# Higginsia natalensis
Higginsia natalensis är en svampdjursart som beskrevs av Carter 1885. Higginsia natalensis ingår i släktet Higginsia och familjen Heteroxyidae. Inga underarter finns listade i Catalogue of Life.